# Boskovice (zámek)
Zámek Boskovice je empírový zámek z počátku 19. století v držení hraběcího rodu Mensdorf-Pouilly. Součástí zámeckého komplexu je také jízdárna, skleník a rozlehlý park. Celý areál je chráněn jako kulturní památka.  Je přístupný veřejnosti.

## Historie
Na místě dnešního zámku stával dominikánský klášter s kostelem, který v r. 1682 založil tehdejší majitel boskovického panství Jan Bohuš ze Zástřizl. Po zrušení tohoto kláštera za Josefa II. v r. 1784 objekt odkoupili Ditrichštejnové a zřídili zde na krátkou dobu manufakturu na výrobu barev. Přestavba komplexu na zámek byla provedena v letech 1819-1826 za Františka Xavera Ditrichštejna. Kostel byl z velké části rozebrán, byla ponechána zadní část, která byla upravena na zámeckou kapli. Klášterní trakt byl radikálně přestavěn na čtyřkřídlou empírovou budovu s vnitřním arkádovým dvorem. Kolem zámku byl upraven přírodně krajinářský park v anglickém stylu. Jeho součástí se stala empírová budova skleníku, kterou v roce 1829 vystavěl architekt Josef Hájek. Během další stavební fáze v letech 1831-39 byla provedena úprava interiéru zámku a zejména jeho monumentální vstupní části s trojramenným schodištěm. 
Roku 1856 přešel zámek na rod Mensdorff-Pouilly, kteří jej vlastnili do roku 1950,[zdroj?] kdy jim byl veškerý majetek znárodněn. V roce 1916 došlo vlivem narušení statiky ke zřícení vnitřní části západního křídla. Po této havárii byly dvorní arkády staženy kotvami a zazděny. V letech 1938–1945 sloužil zámek také jako ubytovna štábu československé armády, lazaret pro důstojníky wehrmachtu a ubytovna štábu Rudé armády.
Ve 2. polovině 20. století v zámku našlo sídlo Muzeum Boskovicka, byl využíván také jako středoškolský internát. V části reprezentačních prostor v 1. patře byla zřízena prohlídková trasa pro veřejnost. Rodině Mensdorff-Pouilly byl majetek vrácen v restituci v roce 1991. Část zámku je přístupná veřejnosti. Kromě pravidelných turistických prohlídek se zde konají svatební obřady, různé kulturní a společenské akce.
| Rok  | Počet návštěvníků |
| ---- | ----------------- |
| 2015 | 13 254            |
| 2016 | 12 488            |
| 2017 | 12 169            |
| 2018 | 11 428            |

## Popis

### Zámek

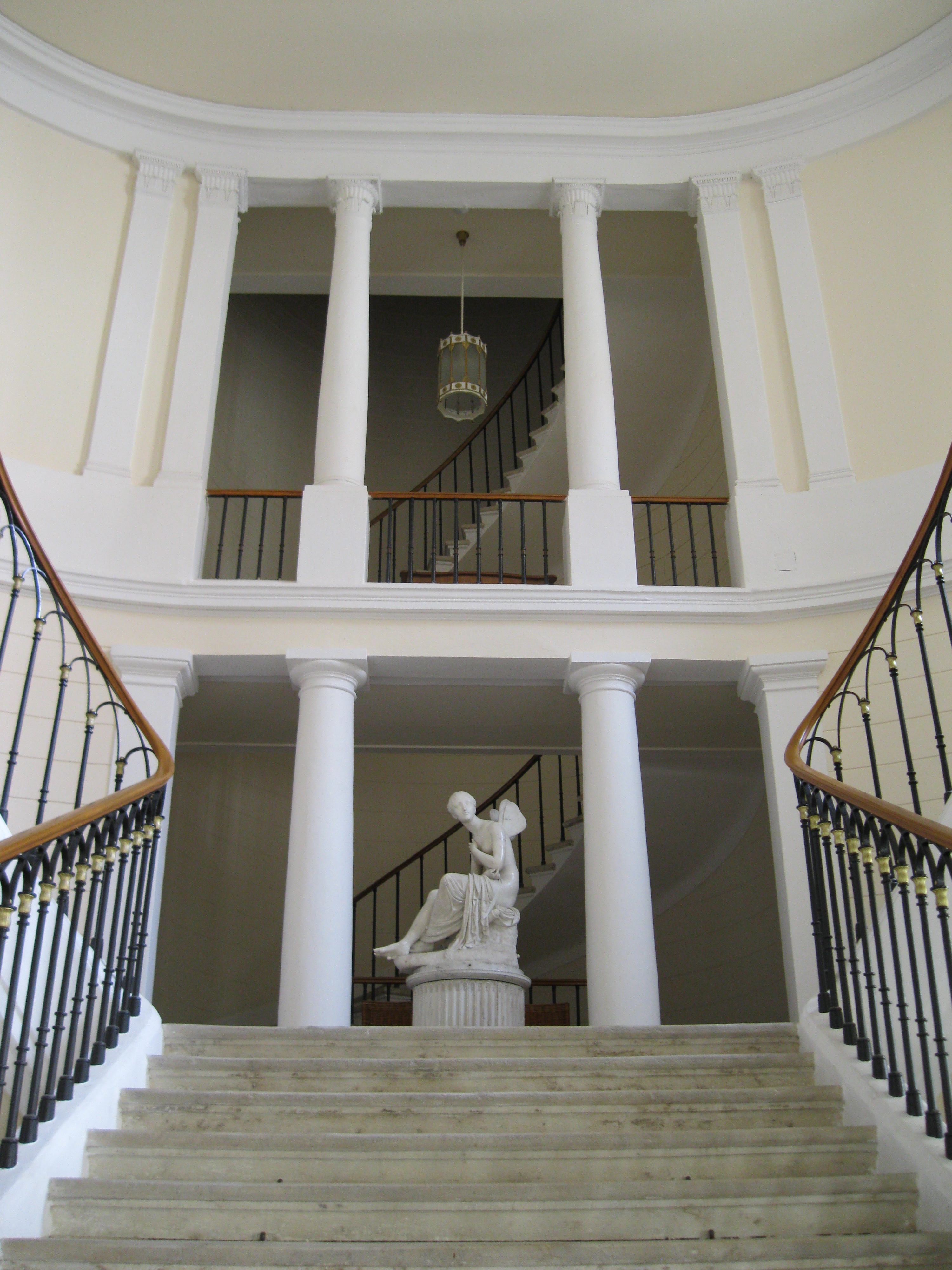
schodiště se sochou Psyché

Zámek je samostatně stojící čtyřkřídlá dvoupatrová budova se čtvercovým vnitřním nádvořím se zaslepenými arkádami v přízemí. Architektonicky hodnotná stavba v elegantním empírovém slohu. Průčelí zámku je členěno třemi rizality, střední je nad střešní římsou zakončen výrazným tympanonem. Centrální rizalit má půlkruhově klenutý vstup, za kterým se nachází trojlodní vestibul s toskánskými sloupy a pilíři. Tento prostor je lemován mramorovými bustami a na podestě trojramenného schodiště stojí socha Psyché.
V 1. patře zámku jsou umístěny reprezentační prostory. Největší místností zámku je velký sál, zasahující přes dvě podlaží, s původní šachovnicovou podlahou z r. 1830. Stěny místností jsou zdobeny iluzivní výmalbou a štukovým dekorem. V salónu bitev visí na stěnách rozměrné výjevy z protitureckých válek malované na buvolích kůžích. Barokní knihovna je vybavena intarzovaným nábytkem z poloviny 17. století. Nachází se v ní více než 11 000 svazků a vzácný měděný glóbus hvězdné oblohy za 17. století. Zámecká kaple zasvěcená sv. Janu Sarkanderovi byla upravena z části původního klášterního kostela. Je zaklenuta valenou klenbou s lunetami a zdobena malovanými ornamenty.

### Jízdárna
Na východní straně zámeckého parku byla v roce 1870 vybudována v novogotickém romanticky historizujícím stylu. V horní části objektu byly původně umístěny stáje a v dolní snížené části vlastní jízdárna. Obě části jsou architektonicky sjednoceny kamenným cimbuřím a lomenými okny. 

### Skleník

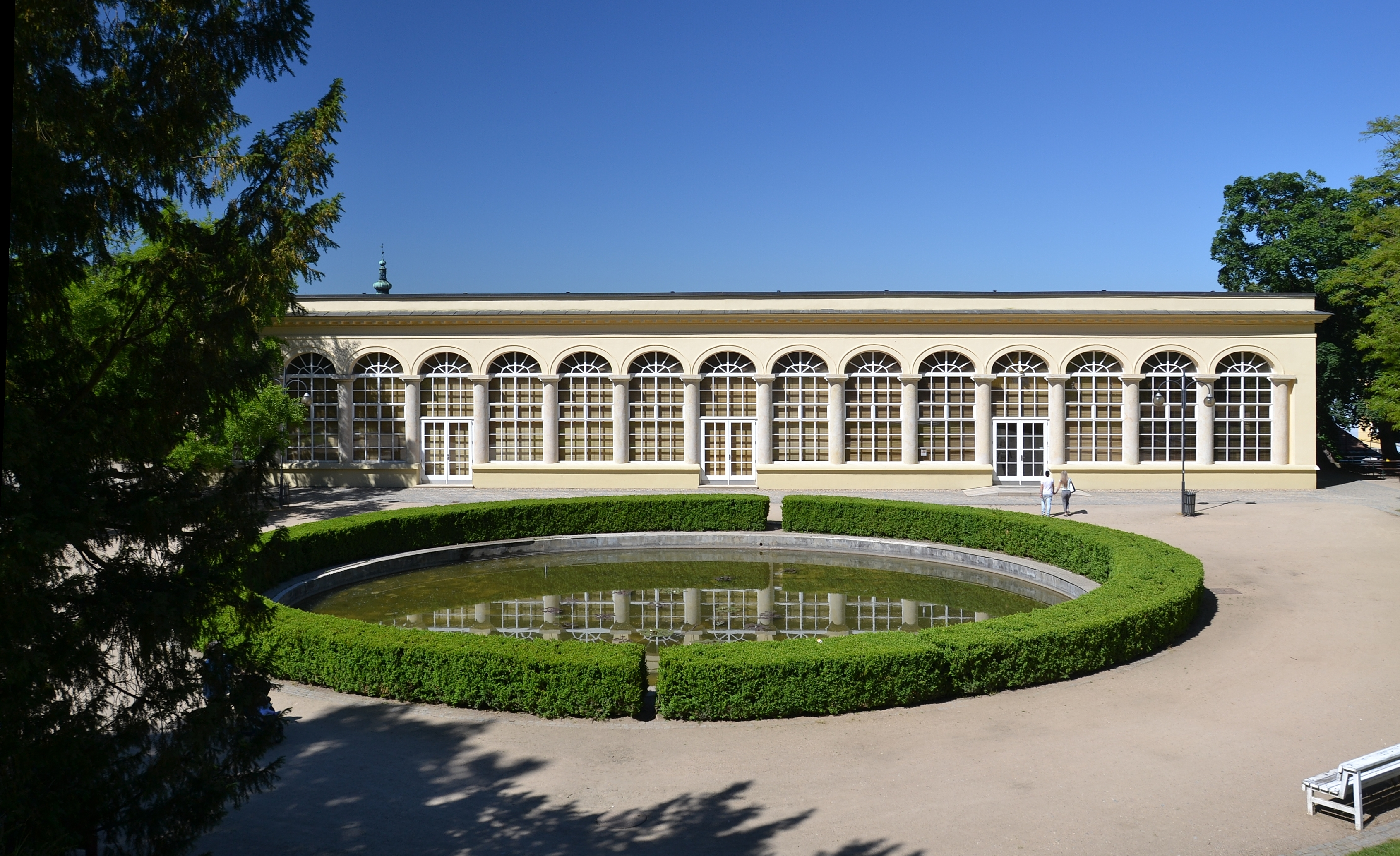
skleník

Empírová budova na východní straně parku blíže k zámku byla postavena v roce 1829 na místě bývalých ovčínů. Jednoduchá přízemní stavba obdélného půdorysu o rozměrech 45x11,5 m, jejíž jižní stranu tvoří patnáct prosklených arkád na toskánských sloupech. Před ní se nachází malé kruhové jezírko. V letech 2000-2002 prošla rozsáhlou rekonstrukcí a je využívána ke kulturním a výstavním účelům.

### Park
Rozlehlý zámecký park je rozdělen cestou na dvě části. Část kolem vlastního zámku je ohrazena zídkou a kovovým plotem. Na východní straně parku se nacházejí objekty jízdárny, skleníku s kulatým jezírkem a areál letního kina. V jižní části park postupně přechází do přírodního lesoparku. 

## Okolí zámku

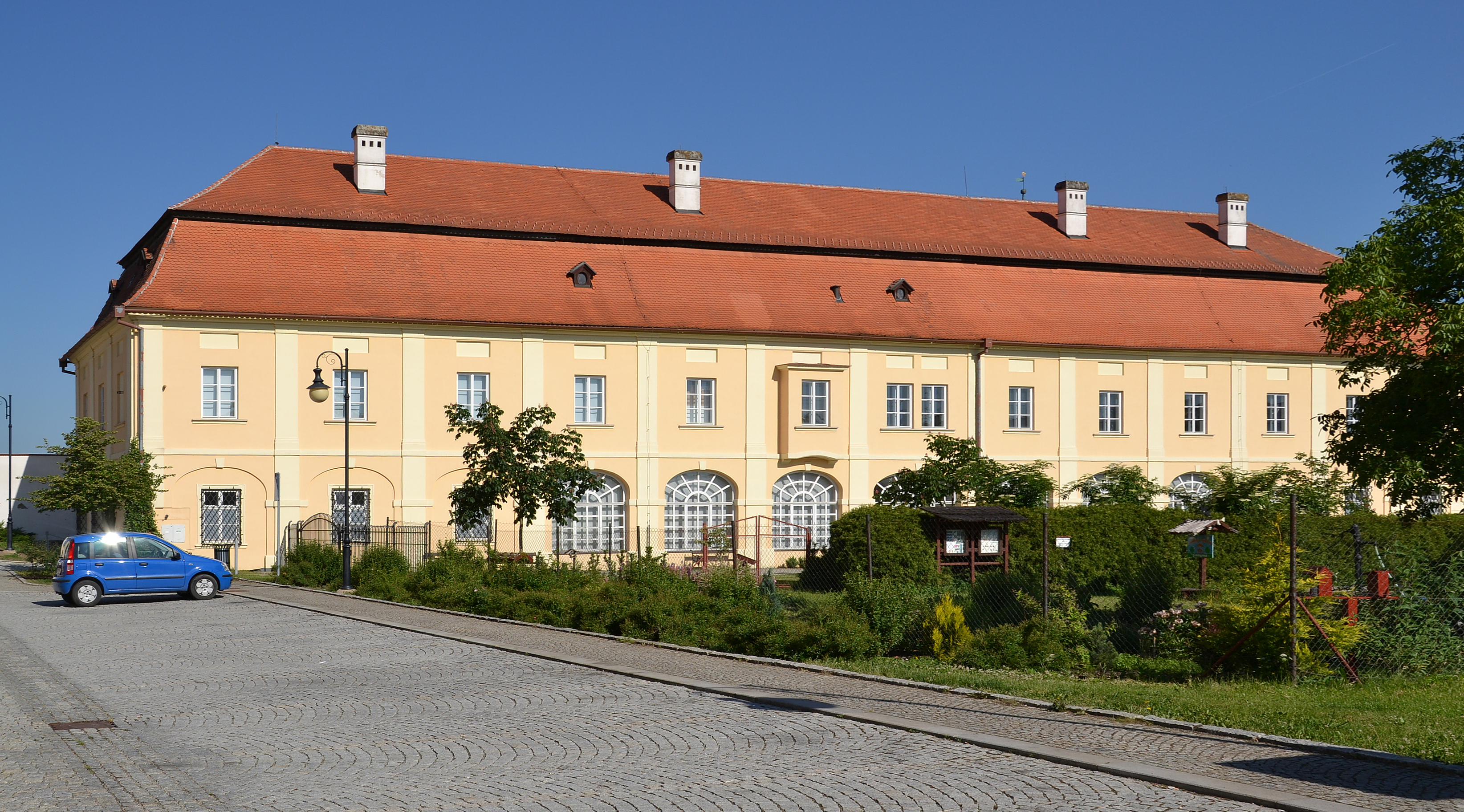
Rezidence v Boskovicích

V blízkosti zámku se nacházejí další objekty, které majitelé panství využívali k hospodářským účelům:
- Rezidence – barokní zámecká rezidence z roku 1729 sloužící jako přechodné sídlo rodu Ditrichštejnů. Později byl objekt využit jako sídlo správy panství.[11] V r. 1877 ze zde narodil Karel Absolon a mezi lety 1951–1964 zde žil malíř Otakar Kubín-Coubine. V současnosti je zde Muzeum Boskovicka. [12][2]
- Panský dvůr – čtyřkřídlý komplex budov s centrálním arkádovým dvorem byl vybudován v 17. století jako hospodářské zázemí zámku [13] V současnosti je využíván komerčně.[14][2]
- Klášter – bývalý klášter milosrdných sester sv. Vincence z Pauly z roku 1857. Sloužil jako nemocnice pro chudé a škola. Po přestavbách počátkem 21. století je zde hotel. [15][2]